# Komunistyczna Partia (rekonstrukcja)
Komunistyczna Partia Portugalii (Rekonstrukcja) (port. Partido Comunista Português (reconstruído), PCP(R)) była portugalską komunistyczną partią polityczną. Została założona na kongresie zjednoczeniowym w grudniu 1975, w wyniku fuzji pomiędzy Portugalską Marksistowsko-Leninowską Organizacją Komunistyczną (OCMLP), Portugalskim Marksistowsko-Leninowskim Komitetem i Organizacją Rekonstrukcji Komunistycznej Partii (Marksistowsko-Leninowskiej).
PCP(R) miało swój drugi kongres w 1977. Po zerwaniu pomiędzy komunistycznymi partiami ChRL i Albanii, partia opowiedziała się po stronie tych drugich. Na PCP(R) silny wpływ wywierała także Komunistyczna Partia Brazylii.
Organem prasowym partii była Bandeira Vermelha. Młodzieżówka partyjna nosiła nazwę Rewolucyjna Liga Młodych Komunistów (UJCR).
W 1992 PCP(R) zmieniła nazwę na Komuniści dla Demokracji i Postępu (Comunistas pela Democracia e Progresso, CDP). W 1995 CDP oraz inne partiami lewicowymi utworzyli Ludową Unię Demokratyczną.